# Camila Ramírez
Camila Ramírez (Minas, 2 luglio 1989) è una politica uruguaiana, membro della comunità sorda.

## Biografia
Membro della Comunità Sorda in Uruguay, è stata la prima politica sorda ad essere eletta in un Parlamento sudamericano, fino al 2009. Figlia dell'ex senatrice Carol Aviaga.
Deputata del partito Partito Nazionale, dal 2015. È direttrice del Centro de Investigación y Desarrollo para la Persona Sorda (CINDE).